# 兀突骨
兀突骨（ごつとつこつ）は、中国の通俗歴史小説『三国志演義』に登場する架空の人物。
南蛮にある烏戈国（烏滸族）の王という設定である。身の丈12尺（後漢の尺で276cm、魏・晋の尺で288.2cm）の巨漢で、体が鱗で覆われている。また穀物の類は一切食べず、生きた獣や蛇を食べている。
油を藤の蔓に染み込ませて鎧状に編んで乾かした藤甲を着た、刀や矢も通用せず川などでは浮いて移動する最強の兵、藤甲軍を率い、自らは象に乗っていた。6度蜀漢軍に敗走した孟獲に替わり蜀軍に大勝し苦戦させる。しかし、藤甲の製造法とそれゆえ火に弱いことを知った諸葛亮は魏延に策を与え、魏延が何度も敗走して兀突骨を盤蛇谷に誘い込み、地雷により部下もろとも全員焼き殺してしまう。兀突骨軍全滅後、諸葛亮は兀突骨の軍勢に化け、孟獲が現れると諸葛亮らを討ち取ったと偽っておびき出して孟獲を捕らえたという。しかしながら諸葛亮は、兀突骨ら藤甲軍全員を焼き殺すあまりの残虐さに自ら恐怖し、この報いで自分は長生きできないだろうと語り、これがその後の五丈原での病没の伏線となっている。